# Коста Ичков (Бъмбоки)
 Тази статия е за дееца на ВМОРО от Бъмбоки.  За този от Серменин вижте Коста Ичков (Серменин).  
Коста Михайлов Ичков е български революционер, деец на Вътрешната македоно-одринска революционна организация.

## Биография
Коста Михайлов е роден в 1871 година в костурското село Бъмбоки, тогава в Османската империя, днес Ставропотамос, Гърция. Влиза във ВМОРО и до 1903 година е легален деец, като служи като куриер. През Илинденско-Преображенското въстание през лятото на 1903 година взима участие в сражението с турска войска при Бъмбоки, в превземането на Невеска, в сражението при Кайнако. При потушаването на въстанието къщата му е ограбена и опожарена.
След въстанието, през Гърция Ичков заминава за България и се установява във Варна, където остава до смъртта си в 1932 или в 1934 година.
На 27 април 1943 година вдовицата му София Костова Михайлова, на 69 години, родом от Чурилово и жителка на Варна, подава молба за българска народна пенсия, която е одобрена и пенсията е отпусната от Министерския съвет на Царство България.